# Patagonotothen sima
Patagonotothen sima är en fiskart som först beskrevs av Richardson, 1845.  Patagonotothen sima ingår i släktet Patagonotothen och familjen Nototheniidae. Inga underarter finns listade i Catalogue of Life.